# Roberto Albergaria
Roberto Albergaria de Oliveira (Cachoeira, 1950 — Salvador, 3 de julho de 2015), foi um historiador, antropólogo, comentarista de rádio e professor universitário brasileiro, conhecido em Salvador por suas opiniões anárquicas e polêmicas. Defensor dos direitos individuais, era muitas vezes politicamente incorreto ao expor suas ideias e, por vezes, lançava-as como um desafio a que seus ouvintes e interlocutores raciocinassem sobre o assunto.

## Biografia
Albergaria formou-se em história na Universidade Federal da Bahia. Tendo feito doutorado em antropologia pela Universidade Paris VII, onde foi orientado por Michel de Certeau, veio a integrar o corpo docente do Departamento de Antropologia e Etnologia da Faculdade de Filosofia e Ciências Humanas da Universidade Federal da Bahia, onde lecionou por mais de duas décadas.
No final de 1970, ainda estudante e sem antecedentes políticos, foi preso pelo regime militar por integrar o movimento estudantil, após levar a amiga Maria da Glória Midlej à rodoviária que, chegando ao Rio de Janeiro, também foi presa e bastante torturada.
Sua atuação intelectual era dedicada à "pesquisa voltada para a área de antropologia do cotidiano, urbana e histórica, principalmente em temas como mídia, carnaval, sociabilidade, simbolismos e baianidade".
Ficou popular atuando por quinze anos como comentarista dos mais variados assuntos da realidade baiana na Rádio Metrópole, falando sempre de uma forma veemente, quase gritando, como declarou o amigo e diretor da emissora Marcos Meira: "ele não dizia na cara, cuspia" — e frisando sempre: “Cê tá entendendo?!” Neste sentido a jornalista Malu Fontes resumiu: “Ele era um provocador, brincava com o próprio jargão da academia, falava sobre o comportamento e o ‘jeitinho baiano’, sobre a música que consumimos e sobre redes sociais de uma forma que tanto os seus pares quanto o vendedor de verduras da Feira de São Joaquim entendiam”.
Apesar da vida pública, o professor Albergaria sempre foi solitário. Quando de sua morte a empregada declarou que vira um seu irmão apenas uma vez, por volta do ano 2000. O ativista Luiz Mott contou que o colega morou com uma tia em um apartamento num bairro nobre da cidade que, com a morte desta, foi vendido e ele então comprou uma ampla casa na Cidade Baixa onde passou a morar, ficando cada vez mais recluso, a ponto de se negar a receber a visita de amigos como a professora Consuelo Pondé de Sena. Ali mantinha um acervo de mais de seis mil livros e plantava árvores.
Um mês antes de sua morte, lançou provocação sobre a situação política que já então se acirrava nas redes sociais, falando do “brasileiro frouxo” e que “O buraco é bem mais embaixo do que imaginam os insuportáveis coxinhas e petralhas que entopem a internet com as suas patacoadas que eles acham que são militantes”, e provocando seus ouvintes: “Agora me esculhambem mesmo que eu mereço. Quem está na chuva é para se queimar. Eu sou da nigrinhagem”.

## Morte
Albergaria vinha sofrendo de uma doença que o deixara preso a uma cadeira de rodas e chegou a confidenciar a Luiz Mott que havia comprado uma arma para o caso de se tornar incapacitado e com ela tirar a própria vida. Foi encontrado morto em sua residência por Marcos Meira, e foi sepultado no Cemitério do Campo Santo.
O então reitor da UFBa, João Carlos Salles Pires da Silva, conterrâneo e colega de campus declarou, quando de sua morte: "Foi, sem dúvida, um intelectual destacado na nossa sociedade, com posições fortes e polêmicas, mas bem amparadas, que nos levavam a refletir". O governador do estado à época, Rui Costa, emitiu nota em que dizia: "Albergaria fazia as pessoas refletirem sobre a vida e a sociedade, com bom humor e irreverência, suas crônicas e conferências vão deixar saudade". Também a Secretaria de Cultura do estado emitiu uma nota de pesar.
No jornal A Tarde, um comentarista assinalou: "O Albergaria que dizia que o baiano pula Carnaval com a mão na cabeça para não perder o juízo foi para o céu", em texto intitulado "Albergaria, o nosso esculhambador-mor".

## Homenagens
Seu acervo bibliográfico "composto por aproximadamente 6.500 livros, 87 periódicos, 56 caixas contendo documentos heterogêneos, relatórios de pesquisas, fotografias, correspondências e anotações, além de uma centena de objetos tridimensionais" foi doado à Biblioteca do campus Sosígenes Costa da Universidade Federal do Sul da Bahia, compondo uma coleção que leva seu nome, sendo parte de um memorial em sua homenagem naquela universidade.
Em 9 de julho de 2016, a Associação Bahiana de Imprensa sediou o sarau "Música, Baianidade e Lugar da Fala" em que foi homenageado o antropólogo. Nesse mesmo ano uma rua do bairro Castelo Branco, na capital baiana, recebeu o nome de rua Professor Roberto Albergaria de Oliveira.